# Будинок на вулиці Саксаганського, 52
Будинок на вулиці Саксаганського, 52 — житловий будинок у Голосіївському районі Києва, на вулиці Саксаганського. Зведений у другій половині XIX століття, має статус щойно виявленої пам'ятки архітектури та історії, яскравий зразок стилю історизм.

## Історія
Будинок зведений орієнтовно у 1860-х роках, первісно був двоповерховим. У 1899—1900 роках за проєктом архітектора Євгена Торліна надбудували ще два поверхи.

## Опис
Будинок стоїть на червоній лінії забудови, чотириповерховий, цегляний, майже квадратний у плані, односекційний. Перекриття пласкі, дах вальмовий, бляшаний. Фасад семивіконний, симетричний, двохосьовий, в його оздобленні гармонійно поєднуються риси цегляного стилю, неоготики та неоренесансу.
Композиційні осі підкреслені фланговими розкріповками, які на рівні другого поверху фланковані тричвертєвими колонами, на третьому—четвертому поверхах — лопатками та пілястрами із ліпним декоруванням. Вікна прямокутні, на другому поверсі мають декороване ліпниною підвіконня та надвіконні вставки з ліпним геометричним орнаментом, на третьому розділені у міжвіконнях стилізованими романськими напівколонами та прикрашені зверху клинчастими замковими каменями, поясками з дентикул і поребриків, на четвертому — прикрашені замковими каменями геометричної форми. Між першим і другим поверхами — аркатура, між третім і четвертим — поясок із рослинним орнаментом, завитки якого утворюють стилізоване зображення людського обличчя. Увінчується фасад фризом і карнизом з орнаментальними ліпленими вставками.

## Видатні мешканці
З кінця XIX століття і до своєї смерті у 1904 році в будинку проживав історик, педагог і громадський діяч Вільям Беренштам.